# VM i ishockey 1933
VM i ishockey 1933 var det 7. VM i ishockey, arrangeret af IIHF, og det gjaldt samtidig som det 18. EM i ishockey. Turneringen blev spillet 18. – 26. februar 1933 i Prag i Tjekkoslovakiet.
I forhold til året før blev VM afviklet på ny måde. Af de 12 deltagende hold gik Canada og USA, direkte til mellemrunden, der bestod af otte hold. De resterende 10 hold spillede derfor først en forrunde i tre grupper, hvorfra de to bedste i hver gruppe gik videre til mellemrunden. Resten af holdene spillede placeringskampe om placeringerne 9-12.
Ved dette 7. ishockey-VM blev Canadas sejrsstime for første gang brudt. Canadierne tabte finalen med 2-1 til USA, der dermed vandt sin første VM-titel – den hidtil eneste ved et rent VM (de øvrige titler er vundet ved olympiske turneringer, der også har gjaldt som VM). Bronzemedaljerne, og dermed EM-titlen, blev vundet af Tjekkoslovakiet, der dermed fik taget revanche for den dårlige indsats ved EM i ishockey 1932, hvor tjekkerne skuffende måtte nøjes med 5.pladsen.

## Resultater

### Forrunde
De to bedste hold fra hver gruppe gik videre til mellemrunden, mens de resterende hold spillede placeringskampe om 9.- 12.pladsen.

#### Gruppe A
| Dato  | Kamp                       | Res. | Perioder      |
| ----- | -------------------------- | ---- | ------------- |
| 18.2. | Tjekkoslovakiet - Rumænien | 8-0  | 2-0, 4-0, 2-0 |
| 18.2. | Østrig - Italien           | 3-0  | 0-0, 2-0, 1-0 |
| 19.2. | Italien - Rumænien         | 2-0  | 1-0, 1-0, 0-0 |
| 19.2. | Tjekkoslovakiet - Østrig   | 2-1  | 3-0, 3-0, 5-0 |
| 20.2. | Østrig - Rumænien          | 7-1  | 3-0, 2-0, 2-1 |
| 20.2. | Tjekkoslovakiet - Italien  | 3-1  | 1-0, 1-1, 1-0 |

| Gruppe A        | Kampe | Mål  | Point |
| --------------- | ----- | ---- | ----- |
| Tjekkoslovakiet | 3     | 13-2 | 6     |
| Østrig          | 3     | 11-3 | 4     |
| Italien         | 3     | 3-6  | 2     |
| Rumænien        | 3     | 1-17 | 0     |

#### Gruppe B
| Dato  | Kamp               | Res. | Perioder      |
| ----- | ------------------ | ---- | ------------- |
| 18.2. | Tyskland - Belgien | 6-0  | 1-0, 3-0, 2-0 |
| 19.2. | Tyskland - Polen   | 2-0  | 1-0, 1-0, 0-0 |
| 20.2. | Polen - Belgien    | 1-0  | 0-0, 1-0, 0-0 |

| Gruppe B | Kampe | Mål | Point |
| -------- | ----- | --- | ----- |
| Tyskland | 2     | 8-0 | 4     |
| Polen    | 2     | 1-2 | 2     |
| Belgien  | 2     | 0-7 | 0     |

#### Gruppe C
| Dato  | Kamp              | Res. | Perioder |
| ----- | ----------------- | ---- | -------- |
| 18.2. | Schweiz - Letland | 5-1  | ?        |
| 19.2. | Schweiz - Ungarn  | 1-0  | ?        |
| 20.2. | Ungarn - Letland  | 3-0  | ?        |

| Gruppe C | Kampe | Mål | Point |
| -------- | ----- | --- | ----- |
| Schweiz  | 2     | 6-1 | 4     |
| Ungarn   | 2     | 3-1 | 2     |
| Letland  | 2     | 1-8 | 0     |

### Mellemrunde
Mellemrunden havde deltagelse af vinderne og toerne fra de tre indledende grupper samt USA og Canada, der var direkte kvalificerede til mellemrunden. Holdene spillede i to grupper a fire hold, hvorfra de to bedste i hver gruppe gik videre til semifinalerne. De øvrige hold spillede om placeringerne 5-8.

#### Gruppe A
| Dato  | Kamp              | Res.     | Perioder                     |
| ----- | ----------------- | -------- | ---------------------------- |
| 21.2. | Østrig - Ungarn   | 1-0 efs. | 0-0, 0-0, 0-0, 0-0, 0-0, 1-0 |
| 21.2. | Canada - Tyskland | 5-0      | 2-0, 2-0, 1-0                |
| 22.2. | Tyskland - Ungarn | 4-0      | 1-0, 1-0, 2-0                |
| 22.2. | Canada - Østrig   | 4-0      | ?                            |
| 23.2. | Østrig - Tyskland | 2-0      | ?                            |
| 23.2. | Canada - Ungarn   | 3-1      | ?                            |

| Gruppe A | Kampe | Mål  | Point |
| -------- | ----- | ---- | ----- |
| Canada   | 3     | 12-1 | 6     |
| Østrig   | 3     | 3-4  | 4     |
| Tyskland | 3     | 4-7  | 2     |
| Ungarn   | 3     | 1-8  | 0     |

#### Gruppe B
| Dato  | Kamp                      | Res. | Perioder      |
| ----- | ------------------------- | ---- | ------------- |
| 21.2. | USA - Schweiz             | 7-0  | ?             |
| 21.2. | Tjekkoslovakiet - Polen   | 1-0  | 1-0, 0-0, 0-0 |
| 22.2. | USA - Polen               | 4-0  | ?             |
| 22.2. | Tjekkoslovakiet - Schweiz | 1-0  | 1-0, 0-0, 0-0 |
| 23.2. | Schweiz - Polen           | 3-1  | ?             |
| 23.2. | Tjekkoslovakiet - USA     | 0-6  | 0-1, 0-4, 0-1 |

| Gruppe B        | Kampe | Mål  | Point |
| --------------- | ----- | ---- | ----- |
| USA             | 3     | 17-0 | 6     |
| Tjekkoslovakiet | 3     | 2-6  | 4     |
| Schweiz         | 3     | 3-9  | 2     |
| Polen           | 3     | 1-8  | 0     |

### Finalerunde
| Dato        | Kamp                     | Res.     | Perioder                |
| ----------- | ------------------------ | -------- | ----------------------- |
| Semifinaler |                          |          |                         |
| 25.2.       | USA - Østrig             | 4-0      | 3-0, 0-0, 1-0           |
| 25.2.       | Tjekkoslovakiet - Canada | 0-4      | 0-2, 0-1, 0-1           |
| Bronzekamp  |                          |          |                         |
| 22.2.       | Tjekkoslovakiet - Østrig | 2-0 efs. | 0-0, 0-0, 0-0, 0-0, 2-0 |
| Finale      |                          |          |                         |
| 22.2.       | USA - Canada             | 2-1 efs. | 0-0, 1-1, 0-0, 0-0, 1-0 |

### Placeringskampe
| Dato                            | Kamp               | Res.    | Perioder      |
| ------------------------------- | ------------------ | ------- | ------------- |
| Kamp om 5.pladsen               |                    |         |               |
| 24.2.                           | Tyskland - Schweiz | 1-1 (a) | ?             |
| Kamp om 7.pladsen               |                    |         |               |
| 24.2.                           | Ungarn - Polen     | 1-1 (b) | ?             |
| Kamp om 9.pladsen - semifinaler |                    |         |               |
| 24.2.                           | Belgien - Rumænien | 2-3     | ?             |
| 24.2.                           | Italien - Letland  | 0-2     | 0-1, 0-0, 0-1 |
| Kamp om 9.pladsen - finale      |                    |         |               |
| 24.2.                           | Rumænien - Letland | 1-0     | 0-0, 0-1, 1-0 |

Noter:

(a) Tyskland og Schweiz delte 5.pladsen.

(b) Ungarn og Polen delte 7.pladsen

### Slutstilling
| VM 1933 | VM 1933         |
| ------- | --------------- |
| Guld    | USA             |
| Sølv    | Canada          |
| Bronze  | Tjekkoslovakiet |
| 4.      | Østrig          |
| 5.      | Schweiz         |
|         | Tyskland        |
| 7.      | Polen           |
|         | Ungarn          |
| 9.      | Rumænien        |
| 10.     | Letland         |
| 11.     | Italien         |
| 12.     | Belgien         |

| EM 1933 | EM 1933         |
| ------- | --------------- |
| Guld    | Tjekkoslovakiet |
| Sølv    | Østrig          |
| Bronze  | Schweiz         |
| Bronze  | Tyskland        |
| 5.      | Polen           |
|         | Ungarn          |
| 7.      | Rumænien        |
| 8.      | Letland         |
| 9.      | Italien         |
| 10.     | Belgien         |